# Aluna (película)
Aluna es una película documental colombiana de 2012 dirigida por Alan Ereira, secuela del documental de 1990 de la BBC The Heart of The World: Elder Brother's Warning. El primer documental mostraba una antigua civilización de la tribu Kogui (el hermano mayor) que surgió para mostrar su preocupación por la gente del mundo moderno (hermano menor). El hermano menor es instado a cambiar o sufrir un desastre ambiental. Después de ofrecer la advertencia, los Kogui se retiran a la civilización escondida en una montaña en la Sierra Nevada de Santa Marta, Colombia. Aluna fue exhibida en el Festival de Cine Documental de Sheffield en 2012, marcando su estreno mundial.

## Producción
Originalmente, el presupuesto se estableció en £270.000. Alan Ereira hizo que el director Bruce Parry se interesara en el proyecto y Parry se reunió con la comunidad Kogui. Con Parry involucrado, la BBC ofreció £180.000 e Indus Films ofreció otros £20.000. Sin embargo, cuando Bruce Parry se comprometió con otro proyecto, se retiró la oferta de fondos de la BBC. Por lo tanto, Alan Ereira tuvo que volver a buscar financiamiento alternativo. Parte de esta financiación provino de la organización benéfica británica The Onaway Trust, que ayudó a financiar el libro de Ereira sobre los Koguis, El corazón del mundo.